# Caligus clemensi
Caligus clemensi är en kräftdjursart som beskrevs av Parker och Margolis 1964. Caligus clemensi ingår i släktet Caligus och familjen Caligidae. Inga underarter finns listade i Catalogue of Life.